# Distretto di Yanahuanca
Il distretto di Yanahuanca è uno degli otto distretti della provincia di Daniel Alcides Carrión, in Perù. Si trova nella regione di Pasco e si estende su una superficie di 923,48 chilometri quadrati.
Ha per capitale la città di Yanahuanca.